# Semaine du cinéma grec 1965
La Semaine du cinéma grec de 1965 fut la 6e édition du Festival international du film de Thessalonique. Elle se tint du 20 au 26 septembre 1965.

## Films sélectionnés
- Sans Scrupules (Dínos Katsourídis)
- Le Retour (Errikos Andreou)
- Le Sort d'un innocent (Grigóris Grigoríou)
- Bloko (Ado Kyrou)
- Non, Monsieur Johnson (Grigóris Grigoríou)
- Histoire d'une vie (Yánnis Dalianídis)
- L'Émigré (Nestoras Matsas (el))
- Les Vols (Dinos Didaras)

- Documentaires / courts-métrages :
  - La Grèce sans ruines (Angelos Lampros)
  - Des Hommes et des dieux (Robert Manthoulis et Iraklis Papadakis)
  - Lettres de Charleroi (L. Liaropoulos)
  - Une Histoire sans intérêt (D. Nolla)
  - Le Voleur (Pantelís Voúlgaris)
  - Periptosis tou ochi (Lakis Papastathis et D. Avgerinou)
  - Prasino Chrisafi (Robert Manthoulis, F. Menestheos et D. Avgerinou)
  - Rencontre (Mikas Zacharopoulos)
  - Le Cheval (K. Zoï)

## Palmarès
- Meilleur film : non remis
- Meilleur réalisateur : non remis
- Meilleur scénario : Michalis Grigoriou (Non, Monsieur Johnson)
- Meilleure photographie : Dimos Sakellariou et Dínos Katsourídis (Sans Scrupules)
- Meilleure musique : Yannis Markopoulos (en) (Le Sort d'un innocent)
- Meilleure actrice : Elli Fotiou (el) (Le Retour)
- Meilleur acteur : Nikos Kourkoulos (en) (Sans Scrupules)
- Meilleur court-métrage : Des Hommes et des dieux (Robert Manthoulis et Iraklis Papadakis)
- Prix spécial au réalisateur Ado Kyrou (Bloko)
- Prix spéciaux pour les courts-métrages :
  - 1er prix spécial : Le Cheval (K. Zoï)
  - 2e prix spécial : Lettres de Charleroi (L. Liaropoulos)
  - 3e prix spécial : Rencontre (Mikas Zacharopoulos)

- Prix spéciaux internationaux :
  - 1er prix spécial : Le Père du soldat (Revaz Tchkheidze)
  - 2e prix spécial : Atentát (Jiří Sequens)
  - 3e prix spécial : L'Île d'Aphrodite (Giorgos Skalenakis)